# Diego Sans
Luiz Faria (31 de marzo de 1989), conocido por su nombre artístico Diego Sans, es un actor pornográfico y modelo brasileño.

## Biografía
De ascendencia portuguesa, italiana y libanesa, en 2009 emigró a temprana edad a Estados Unidos en la búsqueda de nuevas oportunidades desde su Brasil natal, obteniendo una Green Card que le permitió permanecer legal en el país. Sin éxito en su cometido por una buena oferta laboral, decidió ingresar a la industria de la pornografía, donde fue contratado en exclusiva por la compañía Randy Blue. Aunque ha hecho escenas de sexo como pasivo, especialmente a petición de Randy Blue, Sans se define como activo y así lo mantiene en un contrato exclusivo que firmó para Men.com en 2015, destacando dentro del rubro por su contextura atlética y su abundante vellosidad corporal, además de realizar la mayoría de sus escenas bajo sexo seguro usando preservativo. Dentro del ámbito fotográfico, ha posado en sesiones de desnudo masculino, así como también como modelo de ropa interior masculina para Andrew Christian.

## Filmografía (selección)
Randy Blue
- 2010: Bend Over
- 2010: Hola Papi 1
- 2010: Hola Papi 2
- 2010: Just Fuck Me
- 2011: Cum Smack
- 2011: Flip to Fuck
- 2011: Fucking Diego
- 2012: Culo Fuckers
- 2012: Hola Papi 3
- 2014: Ass Sex in the City 2
- 2014: Welcome to LA

Men.com
- 2016: Pilot
- 2016: Straight A Student
- 2016: Taking Down The Conservatives
- 2016: Tarzan: A Gay XXX Parody
- 2017: Book
- 2017: Diego Sans Unleashed
- 2017: Pirates: A Gay XXX Parody
- 2017: Spies
- 2017: Thoroughbred
- 2018: Boys Trip
- 2018: Heist
- 2019: Attack of My Clone
- 2019: Cheaters
- 2019: Our Labor Is Sex
- 2019: Sex Crazed Men

## Premios y nominaciones
Diego Sans ha sido nominado a diferentes premios internacionales del cine pornográfico. En 2016 coanimó junto a Chi Chi LaRue los Premios Grabby celebrados en Chicago. Ese mismo año, se vistió de drag queen durante los Premios Cybersocket Web. En 2018 durante la premiación de los Str8UpGayPorn Awards, Sans subió al escenario con una camiseta que decía #EleNão ("él no" en portugués), como protesta contra la elección de Jair Bolsonaro como presidente de Brasil. En 2019 ganó el premio en la categoría mejor actor en los Premios GayVN. 
| Año  | Categoría                                       | Premio                | Resultado |
| ---- | ----------------------------------------------- | --------------------- | --------- |
| 2017 | Mejor actor: Tarzan: A Gay XXX Parody (2016)    | Premios Str8UpGayPorn | Nominado  |
| 2018 | Mejor performance del año                       | Premios GayVN         | Nominado  |
| 2018 | Mejor actuación como activo                     | Premios Str8UpGayPorn | Ganador   |
| 2019 | Mejor actor: "Pirates: A Gay XXX Parody" (2017) | Premios GayVN         | Ganador   |
| 2019 | Actor gay más popular                           | Premios Pornhub       | Nominado  |